# Semnal (electronică)
În domeniul telecomunicațiilor, procesării semnalelor, sau mai general în electricitate și electronică, un semnal este orice mărime care variază în timp sau spațiu.
În lumea fizică, orice cantitate măsurabilă în timp sau spațiu poate fi luată drept semnal. În societatea umană, orice set de informații deținute de oameni sau date de calculator pot fi de asemenea considerate semnale. Astfel de informații sau date, precum pixelii ecranului, cerneala de pe hârtie, sau simple cuvinte care ne trec prin cap, trebuie ca toate să facă parte dintr-un sistem fizic existent, organic sau anorganic.
În ciuda complexității unor astfel de sisteme, intrările și ieșirile din sistem pot fi adesea reprezentate ca niște simple mărimi măsurabile în timp sau spațiu. În a doua jumătate a secolului 20, domeniul electricității a fost împărțit în mai multe discipline, specializate pe de o parte în proiectarea și analiza semnalelor fizice și ale sistemelor, iar pe de altă parte în comportamentul funcțional uman și al sistemelor în general. Aceste discipline inginerești au condus la proiectarea, studiul și implementarea sistemelor bazate pe semnale considerate ca intermediari facilitând transmiterea, stocarea și manipularea informațiilor.

## Câteva definiții
În teoria informației, un semnal este un mesaj codificat, adică, secvența din starea comunicației care codează un mesaj.
În contextul procesării semnalelor, fluxul datelor binare arbitrare nu sunt considerate semnale, ci doar semnalele analogice sau digitale care sunt reprezentări ale mărimilor fizice analoage.
Într-un sistem de comunicație, un emitor codează un mesaj într-un semnal care este transmis unui receptor prin canalul de comunicație. De exemplu, când vorbim la telefon, sunetele sunt convertite în semnale electrice, care sunt transmise spre receptor prin fire, iar receptorul le reconvertește în sunete.
În rețeaua de telefonie, un semnal se referă mai de grabă la numărul de telefon sau altă informație digitală decât la semnalul audio prin voce.
Semnalele pot fi clasificate în mai multe feluri. Cel mai uzual mod de clasificare este cel dintre spațiile discrete și cele continue peste care sunt definite funcțiile, de exemplu, domeniile discrete sau continue ale timpului. Semnalele discrete în timp sunt adesea numite în alte domenii serii de timp. Semnalele continue în timp sunt considerate semnale continue chiar dacă funcția semnalului nu este continuă; un exemplu fiind acela al semnalelor undelor pătratice.
O a doua deosebire importantă este cea dintre valorile discrete și cele continue. Semnalele digitale sunt câteodată definite ca secvență de valori discrete ale cantităților, care pot fi sau nu derivate din procesele fizice de valori continue. În alt context, cel al sistemelor digitale, semnalele digitale sunt definite ca unde continue în timp, reprezentate prin fluxul biților informaționali. În primul caz, un semnal care este generat prin metoda de medie a modulației digitate este considerat drept convertor dintr-un semnal analogic, în timp ce al doilea caz este considerat ca un semnal digital.

## Semnale discrete și continue în timp
Dacă pentru un semnal cantitățile sunt definite numai pe o serie discretă de timp, îl numim semnal discret în timp. Cu alte cuvinte, un semnal discret de timp real sau complex poate fi văzut ca o funcție dintr-o serie de numere întregi pe un set de numere reale sau complexe.
Un semnal real sau complex continuu în timp este orice funcție reală sau complexă definită pentru toate valorile lui t dintr-un interval finit sau infinit.

## Semnale analogice și digitale
Mai puțin formal decât deosebirile teoretice de mai sus, în practică se întâlnesc două tipuri principale de semnale analogic și digital. Pe scurt, diferența dintre ele este că semnalele digitale sunt discrete și cuantificate, în timp ce semnalele analoagice nu posedă acestă proprietate.

### Discretizarea
Una din deosebirile fundamentale dintre diferitele tipuri de semnale este cea dintre semnalele discrete și continue. În abstractizarea matematică, domeniul semnalelor continue în timp conține un set de numere reale, în timp ce domeniul semnalelor discrete în timp conține o serie de numere întregi, iar ceea ce reprezintă acești întregi depinde de natura semnalului.
Adesea semnalele digitale se nasc prin reducerea semnalelor continue la cele discrete. De exemplu, semnalul audio constă dintr-o continuă fluctuație a tensiunii pe o linie care poate fi digitizat printr-un convertor analogic-numeric, în care circuitul va citi nivelul tensiunii pe linie din timp în timp. Rezultă un sir de numere care sunt stocate ca valori digitale de semnal discret în timp. Calculatoarele precum și alte sisteme digitale sunt limitate la a lucra cu semnale discrete.

### Cuantificarea
Dacă un semnal este reprezentat ca o secvență de numere, este imposibil de a menține o precizie înaltă arbitrară, deoarece fiecare număr din secvență trebuie să aibă un număr finit de cifre. Rezultă că valorile unui astfel de semnal sunt limitate la o serie finită de cifre. Cu alte cuvinte, semnalul este cuantificat.

## Exemple de semnale
- Mișcarea.  Mișcarea unei particule prin spațiu poate fi considerată un semnal, sau poate fi reprezentată printr-un semnal. Domeniul de mișcare al unui semnal este unidimensional (timpul), iar distanța este în general tridimensională. Astfel că poziția este un semnal cu 3 dimensiuni; poziția și orientarea este un semnal cu 6 dimensiuni.
- Sunetul.  Deoarece un sunet este o vibrație a unui mediu (precum aerul), un semnal sonor asociază o valoare a presiunii pentru fiecare valoare a timpului și a celor trei coordonate din spațiu. Un microfon convertește  presiunea dintr-un punct oarecare într-o funcție de timp folosind tensiunea voltaică ca un corespondent al semnalului sonor.
- Compact discul (CD). CD-urile conțin semnale discrete reprezentând sunete, înregistrate cu 44100 de eșantioane pe secundă. Fiecare eșantion conține date pentru un canal stâng și unul drept, și care poate fi considerat un semnal bidimensional, deoarece CD-urile sunt înregistrate în stereofonie
- Fotografie.  O fotografie atribuie o culoare fiecărui set de puncte. Deoarece punctele se află într-un plan domeniul este bidimensional. Dacă fotografia este un obiect fizic, precum o pictură, avem de-a face cu un semnal continuu. Dacă fotografia este o imagine digitală, avem de a face cu un semnal discret. Adesea este convenabil să reprezentăm culoarea ca o sumă de trei culori primare, astfel că semnalul este o valoare tridimensională.
- Video.  Un semnal video este o succesiune de imagini. Un punct este identificat prin poziția sa (bidimensională) și timpul la care apare, deci un semnal video aparține unui domeniu tridimensional. Un semnal video analogic are un domeniu continuu unidimensional (linie de rastru) și un semnal discret bidimensional (cadrul și linia).
- Biologie potențial de membrană.  Valoarea unui semnal în biologie este pur și simplu un potențial electric (tensiune), dar domeniul este mult mai greu de stabilit. Unele celule au peste tot același potențial de membrană, în timp ce neuronii au în general potențiale diferite în diferite puncte. Aceste semnale au o energie foarte scăzută, dar totuși suficient de ridicată pentru a face ca sistemul nervos să funcționeze. Energia disponibilă poate fi măsurată cu aparate prin tehnica electropsihologiei.

## Analiza în frecvență
Adesea semnalele sunt analizate sau modelate în spectrul lor de frecvențe. Tehnica domeniului de frecvențe este aplicabilă tuturor semnalelor continue sau discrete în timp. Dacă un semnal trece printr-un sistem LTI, spectrul frecvențelor semnalului de ieșire rezultat este produsul dintre spectrul frecvențelor semnalului inițial de intrare și răspunsul în frecvență.

## Entropie
O altă proprietate importantă a unui semnal este entropia lui, numită și conținutul informațional.